# José Gregorio Lemos
José Gregorio Lemos Rivas (* 4. Juni 1991) ist ein kolumbianischer Leichtathlet, der sich auf den Zehnkampf spezialisiert hat.

## Sportliche Laufbahn
Erste internationale Erfahrungen sammelte José Lemos im Jahr 2008, als er bei den Jugendsüdamerikameisterschaften in Lima mit einer Weite von 61,20 m die Silbermedaille im Speerwurf gewann. Im Jahr darauf gewann er bei den Juniorensüdamerikameisterschaften, die im Zuge der Panamerikanischen Juniorenmeisterschaften in Port of Spain stattfanden, mit 6517 Punkten die Silbermedaille im Zehnkampf. 2010 belegte er bei den U23-Südamerikameisterschaften, die im Zuge der Südamerikaspiele in Medellín stattfanden, mit 6422 Punkten den fünften Platz im Zehnkampf und 2012 konnte er seinen Wettkampf bei den U23-Südamerikameisterschaften in São Paulo nicht beenden. 2013 wurde er bei den Südamerikameisterschaften in Cartagena mit 6953 Punkten Vierter und anschließend gewann er bei den Juegos Bolivarianos in Trujillo mit 6987 Punkten die Bronzemedaille hinter den Venezolanern Óscar Campos und Ricardo Herrada. Im Jahr darauf nahm er erneut an den Südamerikaspielen in Santiago de Chile teil und erreichte dort mit 6594 Punkten Rang sechs.
2017 gewann er bei den Südamerikameisterschaften in Luque mit 7572 Punkten die Bronzemedaille hinter dem Brasilianer Jefferson Santos und Georni Jaramillo aus Venezuela und anschließend siegte er mit 7762 Punkten bei den Juegos Bolivarianos im heimischen Santa Marta. Im Jahr darauf sicherte er sich bei den Südamerikaspielen in Cochabamba mit 7757 Punkten die Silbermedaille hinter dem Venezolaner Georni Jaramillo und anschließend gewann er bei den Zentralamerika- und Karibikspielen in Barranquilla mit neuem Landesrekord von 7913 Punkten ebenfalls die Silbermedaille dem Kubaner Leonel Suárez. 2019 startete er bei den Panamerikanischen Spielen in Lima und gelangte dort mit 7408 Punkten auf Rang acht. 2021 nahm er in der T38, F38 Klasse an den Sommer-Paralympics in Tokio teil und siegte dort im Speerwurf mit einer Weite von 60,31 m und stellte damit einen Weltrekord in dieser Klasse in einem reinen Paralympics-Starterfeld auf. Zudem gewann er im Weitsprung mit 6,78 m die Bronzemedaille hinter den Chinesen Zhu Dening und Zhong Huanghao.
In den Jahren 2009, 2014, von 2016 bis 2018 sowie 2021 wurde Lemos kolumbianischer Meister im Zehnkampf.

## Persönliche Bestleistungen
- Weitsprung: 7,03 m (+0,9 m/s), 29. Juli 2018 in Barranquilla
- Speerwurf: 74,82 m, 20. Juli 2013 in Bogotá
- Zehnkampf: 7913 Punkte, 30. Juli 2018 in Barranquilla (kolumbianischer Rekord)

## Persönliches
José Gregorio leidet an infantiler Zerebralparese, einer Bewegungsstörung, deren Ursache in einer frühkindlichen Hirnschädigung liegt. Die dadurch hervorgerufene Behinderung ist charakterisiert durch Störungen des Nervensystems und der Muskulatur im Bereich der willkürlichen Motorik. Seine ältere Schwester Sandra Lemos ist ebenfalls als Leichtathletin aktiv. Er lebte mehrere Jahre in Puerto-Rico und absolvierte dort ein Studium Sports Administration, Sports and Recreation an der Ana G. Méndez University in San Juan und erhielt an derselben Universität auch einen Master für recreational and sports services administration.